# 학성동 (울산)
학성동(鶴城洞)은 울산광역시 중구의 행정동, 법정동이다. 울산의 별칭을 학성(鶴城)이라고 하였다.

## 역사
학성동은 1765년 영조 41년에 증성리라 하였던 마을이다. 1849년경에는 학동리라 하였다가 1894년 고종 31년에는 학남동과 학서동으로 갈라졌으나 1914년의 행정구역개편 때 두 마을에 노하동과 하부면 서부동의 일부를 합하여 학성동이라 하였다.
- 조선 영조 41년(1765년) 증성리
- 1849년 학동리
- 조선 고종 31년(1894년) 학남동, 학서동
- 1914년 4월 1일 학남동, 학서동, 노하동과 하부면 서부동의 일부를 합하여 학성동이라 하였다.
- 1931년 11월 1일 울산면이 읍으로 승격되었다.
- 1962년 6월 1일 울산시가 됨으로써 리가 동이 되었다.
- 1982년 행정동 학성동을 학성동과 반구동으로 나누었다.
- 1985년 7월 15일 구제 실시에 따라 중구에 속하게 되었다.
- 1996년 학성동 일부를 복산1동과 옥교동에 편입하고, 옥교동 일부를 학성동에 편입하였다.

## 문화재
- 태화사지 십이지상 사리탑
- 울산왜성(학성)

## 주요 시설

### 방송국
- 울산문화방송

### 학교
- 옥성초등학교

### 주거

#### 아파트
- (주)신한 학성 파크디아채 (학성동) : 2018년 12월 입주.